# 스핀 아이스
스핀 얼음(spin ice)은 최근 발견된 자성 물질의 한 종류로서, 이름이 말해주듯이 얼음의 구조와 비슷한 구조를 가지고 있다. 즉, 스핀의 방향과 구조가 얼음(H2O)에서 수소와 산소 사이의 공간적 배치와 유사성을 지니고 있다. 현재까지는 단 세 개의 스핀 얼음(Dy2Ti2O7, Ho2Ti2O7, Ho2Sn2O7) 보고되고 있는데 모두 파이로클로어 구조를 가지고 있다. 스핀 얼음은 쩔쩔매는 자석의 하나라고 생각할 수 있으며 최근 10년 동안 활발히 연구되고 있다. 얼음과 같이 잔류 엔트로피를 가진 물질의 하나이다.

## 얼음과 스핀 얼음의 비교
물의 분자 구조는 H2O, 즉 수소 두 개와 산소 하나로 구성되어 있다. 물이 얼음으로 되면 산소 주위에 4개의 이웃하는 산소가 있고 그사이에 수소가 위치하는 사면체 구조를 가지게 된다. 이 4개의 수소 중 2개는 중심 산소에 가깝게 붙어 있고 2개는 주위에 산소에 가깝게 있어서 보통 2in-2out 구조를 갖는다고 말한다. 스핀 얼음은 같은 사면체 구조를 가지지만 수소 양성자가 아니라 희토류 원자의 스핀의 방향이 중심을 향해 2 in-2 out 구조를 가지고 있다.
이 물질의 가장 특이한 성질은 현재의 기술로 최대한 온도를 낮추어도(30mK) 엔트로피가 0이 되지 않는다는 점(잔류 엔트로피)이다. 이것은 열역학 제3법칙에 위배된다. 또한 현재 작동 이론이 규명이 안 된 상온 초전도체에서 쩔쩔맴이 중요한 역할을 하고 있다고 추측하는 사람들이 있다.

## 같이 보기
- 립의 4각 얼음 상수
- 자기 홀극